# Rory J. Saper
Rory Jonathon Saper (Slough, 3 de abril de 1996) é um ator britânico. Ele é mais conhecido por seus papéis no filme Rufus (2012) e na série Find Me in Paris (2018–2020).

## Biografia
Saper nasceu em 3 de abril de 1996 em Slough e cresceu em Beaconsfield com suas duas irmãs mais velhas. Ele frequentou a Davenies School e a Harrow School.

## Filmografia
| Ano       | Título                           | Personagem   | Notas            |
| --------- | -------------------------------- | ------------ | ---------------- |
| 2012      | Rufus                            | Rufus        |                  |
| 2016      | The Pass                         | Bellboy      |                  |
| 2016      | A Lenda de Tarzan                | Young Tarzan |                  |
| 2016      | Considering Love and Other Magic | Steven       |                  |
| 2017      | Incontrol                        | Victor       |                  |
| 2018–2020 | Find Me in Paris                 | Max Alvarez  | Elenco principal |
| 2020      | Summerland                       | Oliver       |                  |
| 2021      | Close to Me                      | Josh         | 1 episódio       |